# Похьянпяя, Арви
Арви Похьянпяя (фин. Arvi Pohjanpää; 10 июля 1887, Гельсингфорс — 21 декабря 1959, Хельсинки) — финский гимнаст, бронзовый призёр летних Олимпийских игр 1908 года.
На Играх 1908 года в Лондоне Похьянпяя участвовал только в командном первенстве, в котором его сборная заняла третье место. 